# کاشیما، ایباراکی
کاشیما در استان ایباراکی در کشور ژاپن واقع شده‌است که دارای جمعیت ۶۵٬۱۹۳ نفر و مساحت ۹۲٫۹۶ کیلومتر مربع با تراکم جمعیت ۷۰۱ نفر در کیلومترمربع است و در تاریخ ۱ سپتامبر ۱۹۹۵ به عنوان شهر شناخته شد.